# Chinanit
Chinanit (hebrejsky חִנָּנִית nebo חיננית, doslova „Sedmikráska“, v oficiálním přepisu do angličtiny Hinnanit, přepisováno též Hinanit) je izraelská osada a vesnice typu společná osada (jišuv kehilati) na Západním břehu Jordánu v distriktu Judea a Samaří a v Oblastní radě Šomron.

## Geografie
Nachází se v nadmořské výšce 390 metrů na severozápadním okraji hornatiny Samařska, cca 4 kilometry jižně od města Umm al-Fachm, cca 77 kilometrů severozápadně od historického jádra Jeruzalému a cca 57 kilometrů severovýchodně od centra Tel Avivu.
Vesnice je na dopravní síť Západního břehu Jordánu napojena pomocí lokální silnice číslo 6235, která propojuje jednotlivé zdejší izraelské osady, a pomocí lokální silnice číslo 596, která vede k jihu, k izraelským osadám hlouběji ve vnitrozemí Západního břehu Jordánu (Chermeš, Mevo Dotan). Na sever, do vlastního Izraele, k městu Umm al-Fachm a k dálnici číslo 65 v regionu podél Vádí Ara (hebrejsky Nachal Iron), vede lokální silnice číslo 6535.
Je součástí územně souvislé oblasti Západního břehu Jordánu osídlené většinou Izraelci. Tato skupina osad se nazývá Guš Šaked (Blok Šaked) a její součástí jsou dále vesnice Rejchan, Tel Menaše a Šaked. Posledně dvě jmenované obce se nacházejí v těsné blízkosti Chinanit a vytvářejí s ní aglomeraci. Kromě vesnice Umm ar-Rihan a města Barta'a tu nejsou žádná palestinská sídla a oproti vnitrozemí Západního břehu Jordánu je tento blok ohraničen pomocí Izraelské bezpečnostní bariéry.

## Dějiny
Vesnice Chinanit byla založena roku 1981. Vznikla po rozhodnutí izraelské vlády z 27. července 1979, kterým se povoluje vznik osady nazývané tehdy pracovně Rejchan Bet (Reyhan Bet). Nová vesnice měla být určena pro skupinu židovských osadníků původem z Kavkazu. 16. září 1979 pak vláda na tomto rozhodnutí setrvala i přes námitky vicepremiéra. Osada pak skutečně vznikla v lednu 1981, kdy se tu usadila komunita Židů původem z Kavkazu. Detailní územní plán obce v 1. fázi předpokládal výhledovou kapacitu 269 bytových jednotek (z nich zatím realizováno cca 80), v 2. fázi 192 (z nich zatím realizováno 41) a ve 3. fázi se počítalo ze zbudováním veřejných budov a školského areálu. Výstavba v této 3. fázi se později oddělila jako samostatná obec Tel Menaše.
Počátkem 21. století byla obec spolu s celým okolním blokem izraelských osad zahrnuta do Izraelské bezpečnostní bariéry. Takto vzniklý blok sousedí se Zelenou linií a je fakticky izolován od okolní palestinské populace a připojen k Izraeli.

## Demografie
Chinanit je menší sídlo vesnického typu, ale vytváří s osadami Tel Menaše a Šaked poměrně lidnatou a územně kompaktní aglomeraci. Obyvatelstvo obce je v databázi rady Ješa popisováno jako sekulární. Podle údajů z roku 2014 tvořili naprostou většinu obyvatel Židé – cca 1000 osob (včetně statistické kategorie „ostatní“, která zahrnuje nearabské obyvatele židovského původu ale bez formální příslušnosti k židovskému náboženství, cca 1100 osob).
Jde o menší obec vesnického typu s dlouhodobě rostoucí populací. K 31. prosinci 2014 zde žilo 1101 lidí. Během roku 2014 registrovaná populace stoupla o 12,5 %. Do tohoto celkového počtu jsou ale zahrnuti i obyvatelé (cca 200 osob) jinak fakticky nezávislé osady Tel Menaše, která je formálně počítána stále za součást Chinanit. Výhledově se počítá se zvýšením počtu obyvatel v Chinanit ze stávajících více než 100 rodin na 600 rodin.
| Rok            | 1983 | 1993 | 1994 | 1995 | 1996 | 1997 | 1998 | 1999 | 2000 |
| -------------- | ---- | ---- | ---- | ---- | ---- | ---- | ---- | ---- | ---- |
| Počet obyvatel | 66   | 208  | 251  | 249  | 334  | 362  | 411  | 432  | 481  |

| Rok            | 2001 | 2002 | 2003 | 2004 | 2005 | 2006 | 2007 | 2008 | 2009 | 2010 | 2011 | 2012 | 2013 | 2014 |
| -------------- | ---- | ---- | ---- | ---- | ---- | ---- | ---- | ---- | ---- | ---- | ---- | ---- | ---- | ---- |
| Počet obyvatel | 591  | 639  | 669  | 707  | 760  | 779  | 811  | 864  | 768  | 813  | 874  | 945  | 979  | 1101 |